# Vimines
 Vimines  es una población y comuna francesa, en la región de Ródano-Alpes, departamento de Saboya, en el distrito de Chambéry y cantón de Cognin.

## Demografía
| 681 | 640 | 862 | 1171 | 1351 | 1496 |
| Para los censos de 1962 a 1999 la población legal corresponde a la población sin duplicidades (Fuente: INSEE [Consultar]) |     |     |      |      |      |

Forma parte de la aglomeración urbana de Chambéry.